# Demokratizatsiya (União Soviética)
Demokratizatsiya (em russo: демократизация, democratização) foi um slogan introduzido pelo Secretário-Geral do PCUS, Mikhail Gorbachev, em janeiro de 1987, apelando à infusão de elementos "democráticos" no governo de partido único da União Soviética. A Demokratizatsiya de Gorbachev significava a introdução de eleições com vários candidatos — embora não multipartidárias — para dirigentes locais do Partido Comunista (PCUS) e para os sovietes. Desta forma, ele esperava rejuvenescer o partido com pessoal reformista que implementaria as suas reformas institucionais e políticas. O PCUS manteria a custódia exclusiva das urnas.
O slogan Demokratizatsiya fazia parte do conjunto de programas de reforma de Gorbachev, incluindo Glasnost (aumento da discussão pública sobre questões e acessibilidade à informação), anunciada oficialmente em meados de 1986, e Uskoreniye, uma "aceleração" do desenvolvimento econômico. Perestroika (reestruturação política e econômica), outro slogan que se tornou uma campanha em larga escala em 1987, abrangia todos eles.
Quando introduziu o slogan Demokratizatsiya, Gorbachev havia concluído que implementar as reformas delineadas no Vigésimo Sétimo Congresso do Partido, em fevereiro de 1986, exigiria mais do que desacreditar a "Velha Guarda". Ele mudou sua estratégia, abandonando a tentativa de trabalhar com o PCUS como ele existia e, em vez disso, adotou um certo grau de liberalização política. Em janeiro de 1987, apelou ao povo, ignorando o partido, e clamou pela democratização.
Na época do Vigésimo Oitavo Congresso do Partido, em julho de 1990, ficou claro que as reformas de Gorbachev trouxeram consequências abrangentes e não intencionais, já que as nacionalidades das repúblicas constituintes da União Soviética se esforçaram mais do que nunca para romper com a União e, por fim, desmantelar o Partido Comunista.

## Dilema das reformas de Gorbachev
Gorbachev se viu cada vez mais dividido entre as críticas dos conservadores, que queriam impedir as reformas, e dos liberais, que queriam acelerá-las. Enquanto isso, apesar de sua intenção de manter um sistema de partido único, os elementos de um sistema multipartidário já estavam se cristalizando.

### XIX Conferência do Partido Comunista da União Soviética
Apesar de alguns contratempos, ele continuou sua política de Demokratizatsiya e desfrutou de sua percepção mundial como o reformador. Em junho de 1988, na 19ª Conferência do Partido do PCUS, a primeira realizada desde 1941, Gorbachev e seus apoiadores lançaram reformas radicais destinadas a reduzir o controle do partido sobre o aparato governamental. Ele novamente pediu eleições com vários candidatos para legislaturas regionais e locais e primeiros secretários do partido e insistiu na separação do aparato governamental dos órgãos partidários também em nível regional. Diante de uma maioria esmagadora de conservadores, Gorbachev ainda foi capaz de confiar na obediência do partido às autoridades superiores para forçar a aceitação de suas propostas de reforma. Especialistas chamaram a conferência de um passo bem-sucedido na promoção de mudanças direcionadas pelo partido de cima para baixo. 

### Mudanças no governo
Em um plenário de emergência sem precedentes do Comitê Central convocado por Gorbachev em setembro de 1988, três membros fiéis da velha guarda deixaram o Politburo ou perderam posições de poder. Andrei Gromiko se aposentou (tinha decidido se aposentar antes da reunião) do Politburo, Egor Ligatchov foi dispensado da pasta de ideologia dentro do Secretariado do Politburo e Boris Pugo substituiu o membro do Politburo Mikhail Solomentsev como presidente do poderoso Comitê de Controle do Partido do PCUS. O Soviete Supremo então elegeu Gorbachev presidente do Presidium do Soviete Supremo, dando a Gorbachev os atributos de poder que anteriormente Leonid Brejnev tinha. Essas mudanças significaram que o Secretariado, até então o único responsável pelo desenvolvimento e implementação de políticas estatais, havia perdido muito de seu poder. 

#### Congresso dos Deputados do Povo
Mudanças significativas também ocorreram nas estruturas governamentais. Em dezembro de 1988, o Soviete Supremo da União Soviética aprovou a formação do Congresso dos Deputados do Povo da União Soviética, que emendas constitucionais haviam estabelecido como o novo corpo legislativo da União Soviética. O Soviete Supremo então se dissolveu. As emendas exigiam um corpo de trabalho menor de 542 membros, também chamado de Soviete Supremo, a ser eleito entre os 2.250 membros do Congresso dos Deputados do Povo. Para garantir uma maioria comunista no novo parlamento, Gorbachev reservou um terço das cadeiras para o PCUS e outras organizações públicas. 
A eleição de março de 1989 para o Congresso dos Deputados do Povo marcou a primeira vez que os eleitores da União Soviética escolheram a composição de um órgão legislativo nacional. Os resultados da eleição surpreenderam a elite governante. Em todo o país, os eleitores riscaram da cédula candidatos comunistas sem oposição, muitos deles proeminentes funcionários do partido, aproveitando-se do privilégio nominal de não aprovar os candidatos listados. No entanto, o Congresso dos Deputados do Povo que emergiu ainda continha 87% de membros do PCUS. Os reformistas genuínos conquistaram apenas cerca de 300 cadeiras. 
Em maio, a sessão inicial do Congresso dos Deputados do Povo eletrizou o país. Durante duas semanas, na televisão ao vivo, deputados de todo o país protestaram contra todos os escândalos e deficiências do sistema soviético que pudessem ser identificados. Os oradores não pouparam nem Gorbachev, nem a KGB, nem os militares. No entanto, uma maioria conservadora manteve o controle do congresso. Gorbachev foi eleito sem oposição para a presidência do novo Soviete Supremo; então, o Congresso dos Deputados do Povo elegeu uma grande maioria de apparatchiks do partido à moda antiga para preencher os membros de seu novo corpo legislativo. O líder da oposição Boris Iéltsin obteve uma cadeira no Soviete Supremo somente quando outro deputado renunciou ao cargo. O primeiro Congresso dos Deputados do Povo foi o último momento de controle real para Gorbachev sobre a vida política da União Soviética. 

#### Grupo Inter-Regional
No verão de 1989, o primeiro bloco de oposição no Congresso dos Deputados do Povo foi formado sob o nome de Grupo Inter-Regional. Os membros deste órgão incluíam quase todos os membros liberais e nacionalistas russos da oposição liderada por Iéltsin. 
Uma questão fundamental para a oposição era a revogação do Artigo 6 da constituição, que prescrevia a supremacia do PCUS sobre todas as instituições da sociedade. Diante da pressão da oposição pela revogação do Artigo 6 e precisando de aliados contra os linha-dura no PCUS, Gorbachev obteve a revogação do Artigo 6 no plenário do Comitê Central de fevereiro de 1990. Mais tarde naquele mês, perante o Soviete Supremo, ele propôs a criação de um novo cargo de presidente da União Soviética, para que ele próprio fosse eleito pelo Congresso dos Deputados do Povo em vez das eleições populares. Assim, em março de 1990, Gorbachev foi eleito pela terceira vez em dezoito meses para um cargo equivalente ao de chefe de Estado soviético. O ex-primeiro vice-presidente do Soviete Supremo, Anatoly Lukyanov, tornou-se presidente do Soviete Supremo.  O Soviete Supremo tornou-se semelhante aos parlamentos ocidentais. Seus debates eram televisionados diariamente.
Na época do Vigésimo Oitavo Congresso do Partido, em julho de 1990, o PCUS era considerado pelos liberais e nacionalistas das repúblicas constituintes como anacrônico e incapaz de liderar o país. As filiais do PCUS em muitas das quinze repúblicas soviéticas começaram a se dividir em grandes facções pró-soberania e pró-união, enfraquecendo ainda mais o controle central do partido. 
Em uma série de humilhações, o PCUS foi separado do governo e destituído de seu papel de liderança na sociedade e de sua função de supervisionar a economia nacional. No entanto, a maioria de seus apparatchiks obteve sucesso na obtenção de posições de liderança nas instituições democráticas recém-formadas. Por setenta anos, o PCUS foi a força coesa que manteve a união unida; sem a autoridade do partido no centro soviético, as nacionalidades das repúblicas constituintes se esforçaram mais do que nunca para romper com a união e desmantelar o próprio partido. 